# Viu
Viu – międzynarodowa platforma wideo na życzenie, oferująca dostęp do filmów i seriali poprzez media strumieniowe. 
Serwis jest dostępny w krajach arabskich, w regionie Azji Południowo-Wschodniej oraz w Republice Południowej Afryki. Na początku 2021 r. z usług Viu można było korzystać w szesnastu krajach świata. Według danych z grudnia 2018 r. z platformy korzysta 30 mln użytkowników miesięcznie. Jest to jedna z największych platform wideo na życzenie w Azji Południowo-Wschodniej.